# ICDAホールディングス
ICDAホールディングス株式会社（アイシーディーエーホールディングス）は、三重県鈴鹿市に本社を置く持株会社。

## 概要
1967年（昭和42年）、三重県鈴鹿市に向井自動車商会を創業。創業当時は日産自動車の地区サブディーラーであった。その後本田技研工業のディーラー権を取得し、1969年（昭和44年）10月より、ホンダの新車販売を開始した。
2009年（平成21年）には持株会社体制に移行し、自動車ディーラー2社および自動車リサイクルを行う子会社1社を傘下に持つ。
なお、名称のICDAとは自動車に関わる国際的流通複合企業体 (International Conglomerate of Distribution for Automobile) の略称である。

## 沿革
- 1967年（昭和42年）5月 - 向井自動車商会を設立[1]。
- 1972年（昭和47年）9月 - 向井自動車販売有限会社（現・株式会社オートモール）を設立[1]。
- 1976年（昭和51年）1月 - 向井自動車商会を向井自動車販売有限会社に事業譲渡[1]。
- 1977年（昭和52年）12月 - 向井自動車販売株式会社（現・株式会社ホンダ四輪販売三重北）を設立し、向井自動車販売有限会社の自動車販売事業を譲受[1]。
- 1978年（昭和53年）9月 - 株式会社ホンダベルノ三重北を設立[1]。
- 2002年（平成14年）10月 - 株式会社ホンダクリオ三重北が株式会社ホンダベルノ三重北を合併し、株式会社ホンダ四輪販売三重北に商号を変更[1]。
- 2004年（平成16年）11月 - 協同組合三重オートリサイクルセンター（現・株式会社マーク・コーポレーション）を設立[1]。
- 2009年（平成21年）
  - 9月 - 協同組合三重オートリサイクルセンターは株式会社に改組[1]。
  - 10月1日 - 株式移転方式により純粋持株会社「ICDAホールディングス株式会社」を設立[1]。
- 2013年（平成25年）
  - 6月 - 大阪証券取引所（現・東京証券取引所）ジャスダックスタンダード市場に株式を上場[1]。
  - 11月 - 名古屋証券取引所市場第二部に株式を上場[1]。
- 2014年（平成26年）6月 - JASDAQから東京証券取引所市場第二部に市場変更[1]。

## 子会社
- 株式会社ホンダ四輪販売三重北 - ホンダの正規ディーラー。新車・中古車販売 等[2]
- 株式会社オートモール - 輸入車の新車ディーラーおよび中古車販売 等[2]
- 株式会社マーク・コーポレーション - 自動車リサイクル[2]